# Welsh International 2006
Die Welsh International 2006 im Badminton fanden vom 30. November bis zum 1. Dezember 2006 in Cardiff statt.

## Medaillengewinner
| Disziplin    | Gold                              | Silber                          | Bronze                                 |
| ------------ | --------------------------------- | ------------------------------- | -------------------------------------- |
| Herreneinzel | Irwansyah                         | Nathan Rice                     | Carl Baxter                            |
| Herreneinzel | Irwansyah                         | Nathan Rice                     | Jan Fröhlich                           |
| Dameneinzel  | Huang Chia-chi                    | Anna Rice                       | Susan Hughes                           |
| Dameneinzel  | Huang Chia-chi                    | Anna Rice                       | Jill Pittard                           |
| Herrendoppel | Matthew Hughes Martyn Lewis       | Andrew Ellis Richard Eidestedt  | Aji Basuki Sindoro Ashley Brehaut      |
| Herrendoppel | Matthew Hughes Martyn Lewis       | Andrew Ellis Richard Eidestedt  | Glenn Warfe Ross Smith                 |
| Damendoppel  | Natalie Munt Mariana Agathangelou | Jenny Wallwork Suzanne Rayappan | Charmaine Reid Fiona McKee             |
| Damendoppel  | Natalie Munt Mariana Agathangelou | Jenny Wallwork Suzanne Rayappan | Laura Choinet Elisa Chanteur           |
| Mixed        | Kristian Roebuck Natalie Munt     | Dean George Suzanne Rayappan    | Thomas Bethell Jillie Cooper           |
| Mixed        | Kristian Roebuck Natalie Munt     | Dean George Suzanne Rayappan    | Richard Eidestedt Mariana Agathangelou |